# Centradeniastrum
Centradeniastrum là chi thực vật có hoa trong họ Mua.